# Lendersdorf-Krauthausen
Lendersdorf-Krauthausen war bis 1969 eine Gemeinde im Kreis Düren in Nordrhein-Westfalen. Heute ist Lendersdorf-Krauthausen eine Gemarkung der Stadt Düren im Kreis Düren.

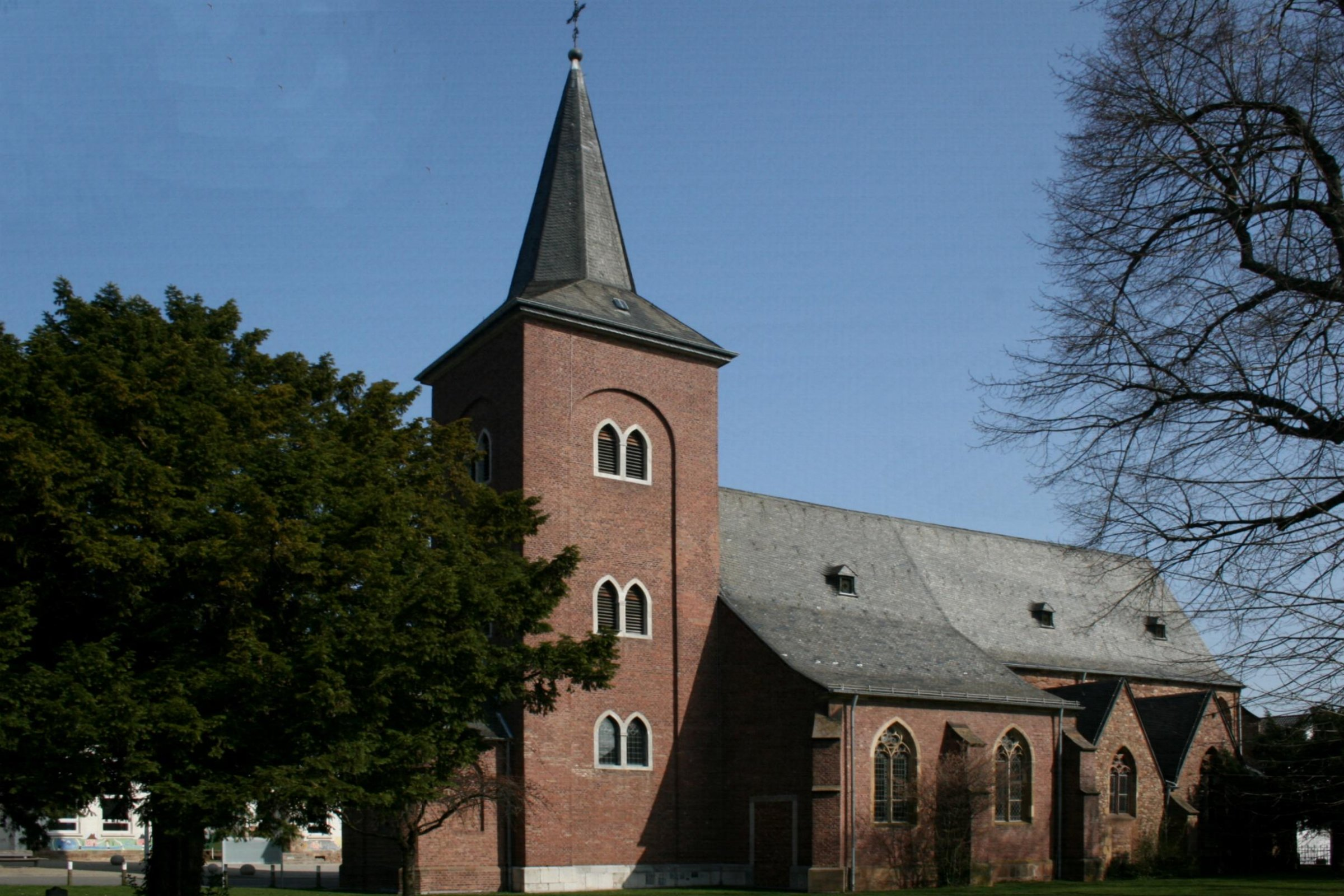
St.-Michael-Kirche in Lendersdorf

## Geographie
Lendersdorf-Krauthausen besteht aus den beiden Orten Krauthausen und Lendersdorf, die im Süden des Dürener Stadtgebiets liegen und durch die Rur getrennt sind. Krauthausen gehört heute zum Dürener Stadtbezirk Niederau-Krauthausen und Lendersdorf zum Stadtbezirk Lendersdorf-Berzbuir-Kufferath.

## Geschichte
Seit dem 19. Jahrhundert bildete Lendersdorf-Krauthausen eine Landgemeinde in der Bürgermeisterei Birgel (ab 1928 Amt Birgel) im Kreis Düren. Am 1. Juli 1969 wurde die Gemeinde durch das Gesetz zur Neugliederung von Gemeinden des Landkreises Düren in die Gemeinde Lendersdorf eingegliedert. Die kurzlebige Gemeinde Lendersdorf wiederum wurde am 1. Januar 1972 Teil der Stadt Düren.

## Einwohnerentwicklung
| Jahr | Einwohner | Quelle |
| ---- | --------- | ------ |
| 1871 | 1684      | [ 3 ]  |
| 1885 | 1476      | [ 4 ]  |
| 1910 | 2407      | [ 5 ]  |
| 1925 | 2673      | [ 6 ]  |
| 1939 | 3025      | [ 7 ]  |
| 1946 | 3076      | [ 8 ]  |
| 2015 | 3985      | [ 1 ]  |

## Verkehr
Im Ortsteil Krauthausen befinden sich der Bahnhof Lendersdorf und der Haltepunkt Renkerstraße/Krankenhaus der Bahnstrecke Düren–Heimbach.